# Dobromirka (Ukraina)
Dobromirka – wieś na Ukrainie w rejonie tarnopolskim należącym do obwodu tarnopolskiego. 
W II Rzeczypospolitej wieś w powiecie zbaraskim województwa tarnopolskiego.
W 1944 nacjonaliści ukraińscy z OUN-UPA zamordowali tutaj 20 Polaków.
Do 2020 w rejonie zbaraskim.